# Massif d'Izazpi
Le massif d'Izazpi se situe dans la province du Guipuscoa, dans les Montagnes basques.
Son sommet principal est Izazpi (973 m) dont le massif prend le nom.

## Sommets
- Izazpi, 973 m 43° 06′ 24″ nord, 2° 16′ 45″ ouest
- Samiño, 933 m 43° 07′ 53″ nord, 2° 18′ 26″ ouest
- Gurutzeta, 928 m 43° 08′ 03″ nord, 2° 18′ 17″ ouest
- Arantzeta, 867 m 43° 06′ 49″ nord, 2° 17′ 18″ ouest
- Oleta, 837 m 43° 07′ 46″ nord, 2° 19′ 20″ ouest
- Pagola, 823 m 43° 07′ 25″ nord, 2° 18′ 01″ ouest
- Pagozurieta, 797 m 43° 07′ 42″ nord, 2° 19′ 54″ ouest
- Beotegi, 729 m 43° 05′ 24″ nord, 2° 16′ 10″ ouest
- Kizkitza, 676 m 43° 04′ 58″ nord, 2° 15′ 15″ ouest
- Beloki, 659 m 43° 05′ 45″ nord, 2° 18′ 10″ ouest
- Konditzemuño, 649 m 43° 07′ 17″ nord, 2° 14′ 34″ ouest
- Bisutsain, 621 m 43° 04′ 38″ nord, 2° 15′ 01″ ouest
- Torreburu, 606 m 43° 04′ 30″ nord, 2° 15′ 05″ ouest
- Errobizabal, 533 m 43° 04′ 00″ nord, 2° 14′ 50″ ouest
- Aizpuru, 476 m 43° 03′ 41″ nord, 2° 14′ 52″ ouest
- Estradamusu, 443 m 43° 03′ 21″ nord, 2° 14′ 43″ ouest